# Proteini koji vezuju penicilin
Proteini koji vezuju penicilin — PVP (engl. Penicillin-binding proteins — PBP) se definišu kao proteini koji imaju sposobnost kovalentnog vezivanja penicilin i drugih β-laktamskih antibiotika. Nomenklatura PVP proteina se vrši prema opadajućoj molekulskoj masi, koja je između 40 i 140 kDa. Broj različitih PVP proteina varira među bakterijskim vrstama i kreće se od 2 do 8, dok sama bakterijska ćelija ima između 1000 i 10000 PVP proteina, što čini oko 1% ukupnog broja membranskih proteina.

## Klasifikacija
Proteini koji vezuju penicilin su najšire klasifikovani po molekulskoj masi na one sa malom i one sa velikom molekulskom masom. PVP proteina sa malom molekulskom masom (40-50 kDa) su brojni u membrani i manje su senzitivni na peniciline od teških proteina. Ova grupa nije neophodna za rast mikroorganizama. PVP proteini sa velikom molekulskom masom (60-140 kDa) su senzitivniji na peniciline i manje su zastupljeni u citoplazmatičnoj membrani od lakih, ali su neophodni za rast i razvoj mikroorganizma.

## Funkcija
PVP proteini učestvuju u poslednjim fazama sinteze peptidoglikana koji je osnovna komponenta ćelijskog zida bakterija. Sinteza komponenata ćelijskog zida je esencijalna za rast i deobu bakterijske ćelije i stoga inhibicija peptidoglikana ima baktericidni ili bakteriostatski efekat. Vezivanje antibiotika za PVP proteine izaziva morfološke promene u vidu izduživanja ćelije pre lize. Ova pojava se naziva filamentozni rast i nije je moguće uočiti pri uticaju svih β-laktamimskih antibiotika na bakterijsku ćeliju. Takođe zbog izražene selektivnosti delovanja na samo određene PVP proteine neki β-laktami dovode do drugačijih morfoloških promena. Najviše su izučeni PVP proteini bakterije E. Coli, koja poseduje 7 različitih proteina ove vrste (PVP-1a, PVP-1b, PVP-2, PVP-3, PVP-4, PVP-5 i PVP-6). Od njih PVP-1a, PVP-1b, PVP-2 i PVP-3 spadaju u grupu sa velikom molekulskom masom i esencijalni su za funkcionisanje bakterije. Ovi proteini se vezuju za β-laktame ireverzibilno, dok proteini PVP-4, PVP-5 i PVP-6 imaju malu molekulsku masu, te nisu esencijalni i kompleksi koje grade sa β-laktamima su kratkotrajni.
| Vrsta Proteina | MM     | Fiziološka funkcija proteina                  | Antibiotik za koga protein ima najveći afinitet |
| -------------- | ------ | --------------------------------------------- | ----------------------------------------------- |
| PVP-1a         | 91 kDa | Kontrola izduživanja ćelije                   | Većina cefalosporina                            |
| PVP-1b         | 87 kDa | Kontrola izduživanja ćelije                   | Većina cefalosporina                            |
| PVP-2          | 66 kDa | Održavanja oblika ćelije                      | Mecilinam i klavulonska kiselina                |
| PVP-3          | 60 kDa | Forimiranje septuma                           | Cefaleksin i mezlocilin                         |
| PVP-4          | 49kDa  | -                                             | Benzilpenicilin i ampicilin                     |
| PVP-5          | 42kDa  | Kontrola stepena umrežavanja u peptidoglikanu | Cefoksitin                                      |
| PVP-6          | 40kDa  | Kontrola stepena umrežavanja u peptidoglikanu | Cefoksitin                                      |